# Douglas O-31
O-31 là một loại máy bay thám sát cánh đơn đầu tiên của Douglas Aircraft Company, nó được Quân đoàn Không quân Lục quân Hoa Kỳ sử dụng.

## Biến thể
Dữ liệu từ: "U.S. Army Aircraft 1908-1946" by James C. Fahey, 1946, 64pp.
XO-31
YO-31
YO-31A
YO-31B
YO-31C
Y1O-31C

## Tính năng kỹ chiến thuật (O-31A)
Dữ liệu lấy từ "United States Military Aircraft Since 1909" by F. G. Swanborough & Peter M. Bowers (Putnam New York, ISBN 0-85177-816-X) 1964, 596 pp.
Đặc điểm tổng quát
- Kíp lái: 2
- Chiều dài: 33 ft 10 in (10,32 m)
- Sải cánh: 45 ft 8 in (13,92 m)
- Chiều cao: 11 ft 9 in (3,58 m)
- Diện tích cánh: 340 ft2 (31,6 m²)
- Trọng lượng rỗng: 3.751 lb (1.701.5 kg)
- Trọng lượng có tải: 4.635 lb (2.102,4 kg)
- Động cơ: 1 × Curtiss GIV-1570-FM (Curtiss V-1570-53 Conqueror), 600 hp (447 kW)

 Hiệu suất bay 
- Vận tốc cực đại: 190 mph (305,8 km/h)
- Vận tốc hành trình: 168 mph (270,4 km/h)
- Trần bay: 22.700 ft (6919 m)
- Vận tốc lên cao: 1.515 ft/phút (461,8 m/phút)

Trang bị vũ khí

- 2 súng máy Browning 0.30 cal (7,62 mm)